# リクエスト (図書館)
図書館におけるリクエストとは、図書館奉仕のひとつで、利用者が、その図書館が所蔵していない資料の貸し出しや閲覧を請求した場合に、その資料の購入によって応えるサービスのことをさす。
多くの場合、リクエストを受けた図書館は、この資料を持つ他の図書館から資料を借りて利用者の要求に応える（図書館間相互貸借）が、他の図書館に資料がないなどの場合に、新規に購入することがある。購入された資料は、その利用者の用を終えた後は図書館の所蔵資料となり、次の利用者を待つことになる。